# Карех-Зия-од-Дин
Карех-Зия-од-Дин (перс. قره ضياڈالدين‎, азерб. Qaraziyaəddin) — город на северо-западе Ирана, в провинции Западный Азербайджан. Входит в состав шахрестана Хой.

## География
Город находится в северо-восточной части Западного Азербайджана, в горной местности, на левом берегу реки Акчай (бассейн Аракса). Абсолютная высота — 1 109 метров над уровнем моря.

Карех-Зия-од-Дин расположен на расстоянии приблизительно 145 километров к северу от Урмии, административного центра провинции и на расстоянии 655 километров к северо-западу от Тегерана, столицы страны. Ближайший аэропорт расположен в городе Хой.

## Население
По данным переписи 2006 года, население составляло 22 589 человек.
| 1986   | 1991   | 1996   | 2006   | 2012   |
| ------ | ------ | ------ | ------ | ------ |
| 12 715 | 15 322 | 20 266 | 22 589 | 24 757 |